# Bandera de Maracaibo
La Bandera de la ciudad de Maracaibo (Venezuela) consta de tres franjas rectangulares de igual tamaño, con los colores blanco, azul y rojo esto debido a que el 8 de septiembre de 1991 se adoptó el Estandarte de San Sebastián, patrono de la ciudad, como bandera oficial del Municipio Maracaibo del estado Zulia.
El 24 de agosto de 1997, con motivo de la celebración de los 500 años del descubrimiento del Lago de Maracaibo y considerando que este fue un elemento definitivo para propiciar el asentamiento de la población que dio origen a la fundación de la ciudad que lleva su nombre, a merced de su comunicación lacuestre, se agrega una tercera franja de color azul a la Bandera Oficial del Municipio Maracaibo del estado Zulia. 
La Bandera Oficial hoy en día queda constituida por los colores blanco, rojo y azul, en franjas unidas iguales y horizontales en el orden expresado de superior a inferior, simbolizando el color blanco la pureza del Santo Patrono, el rojo la sangre derramada por el mártir al morir luchando por sus ideales; y el azul, la nobleza del Lago de Maracaibo. En la parte izquierda superior de la franja blanca tiene, a todo color, el Escudo de Armas de la ciudad Decreto N° 10 de la Alcaldía de Maracaibo.

## Evolución

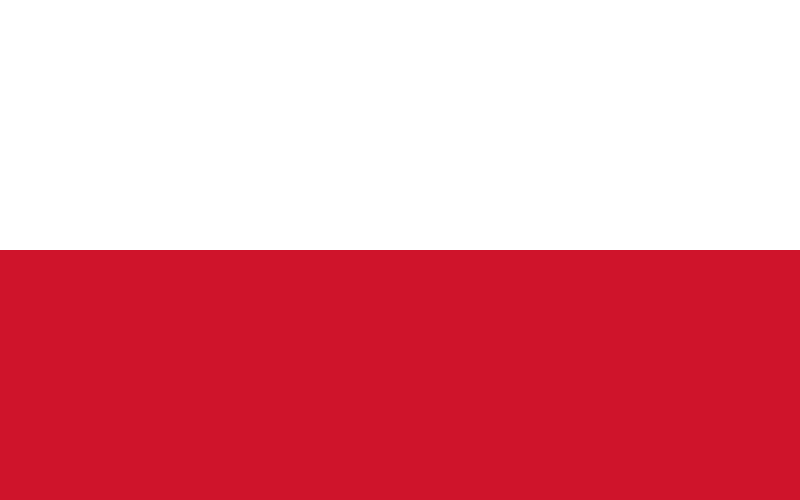
1991-1996.
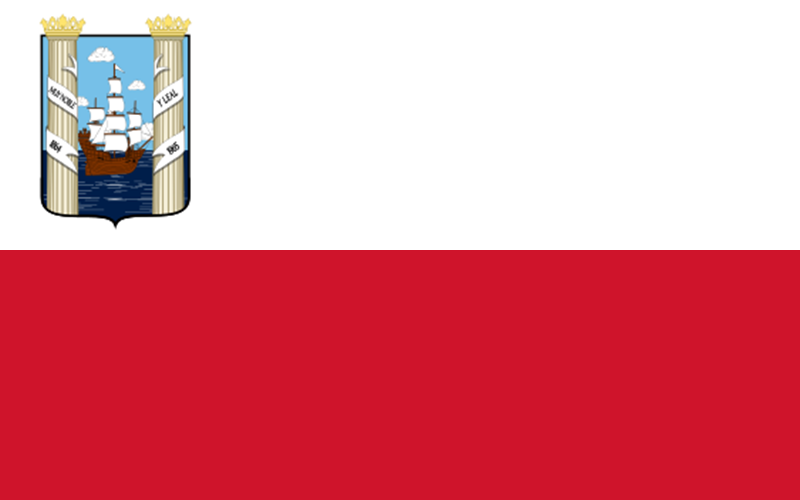
1996-1997.

## Fuente
- Corporación de Desarrollo de la Región Zuliana. «Símbolos del Municipio de Maracaibo». p. 17. Archivado desde el original el 13 de mayo de 2013. Consultado el 22 de enero de 2013.